# Петух в мифологии коми

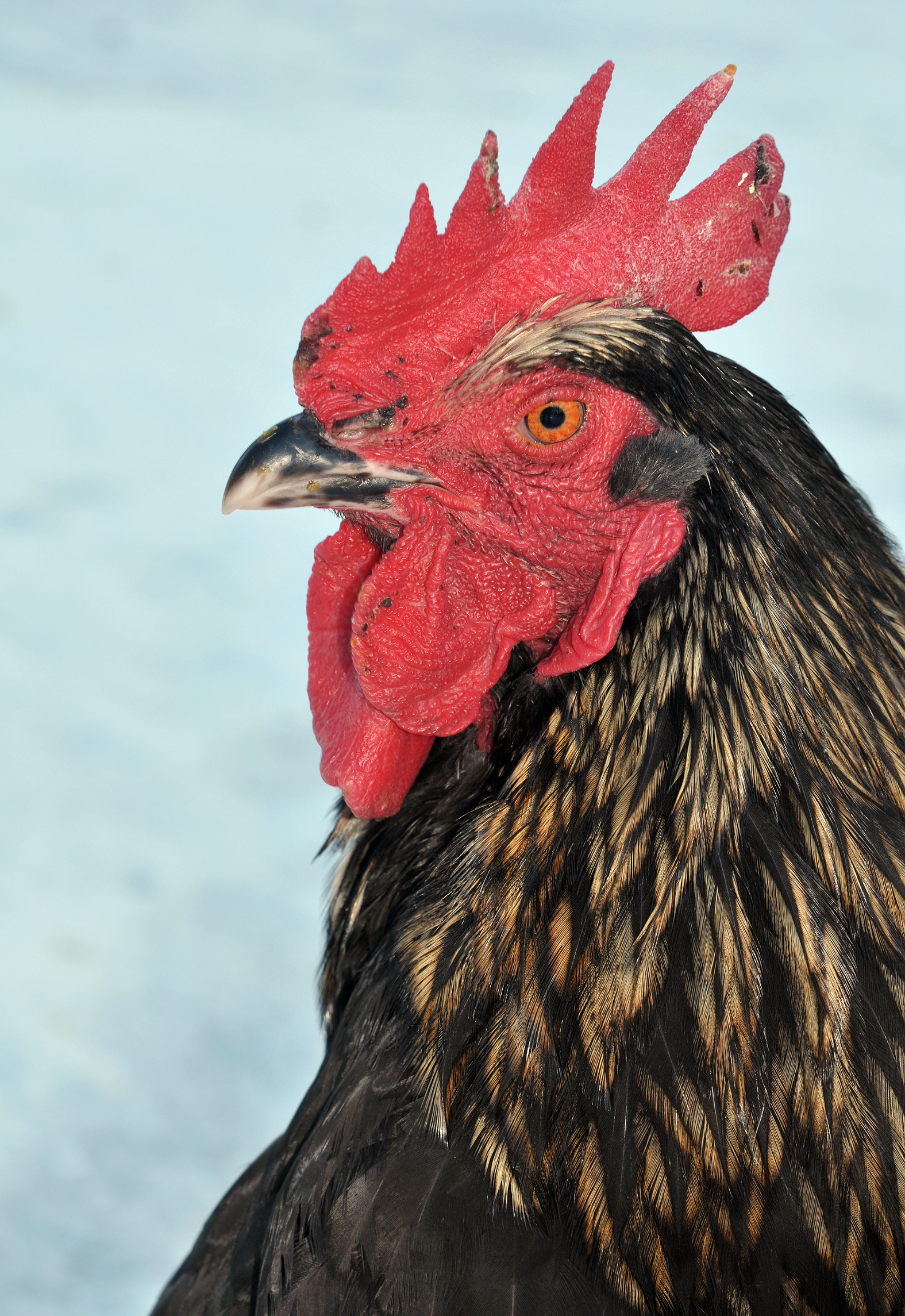
Петух — фольклорный персонаж коми

Петух в мифологии народов коми наделялся чудодейственными способностями. Его пение прогоняло нечистую силу, ночь и возвещало начало нового дня.

## Роль в мифологии
Петуху в мифологии коми были присущи черты шаманских перевоплощений. Он мог проникать во все сферы мироздания и управляться с космическими стихиями. Народ коми слагал былички, согласно которым петух мог проваливаться в колодец (подземный мир) или контактировать с огнём (небесный мир) без ущерба для себя.
Считался одной из первых птиц, сотворённых Еном. Петух у многих народов связывался с началом нового дня, зарёй. У коми зарождается трактовка этой птицы как начало новой жизни для девушки, вышедшей замуж. Для свадебной и лирической поэзии на языках коми традиционно используется выражение «утренний петух отмечает время» в значении скорого обряда бракосочетания.
Также петух является стражем времени и для нечистой силы. С его утренним кукареканьем в гроб падает колдун, исчезает нечистая сила.
Из-за строения гребня у петуха появляется и ещё одна функция — предвестник огня. Увиденный на крыше петух предвещает пожар этому дому. Коми-пермяки первым запускали петуха в новый дом или дом, сменивший хозяина.
Несомненна его связь с загробным миром. На реке Вычегде в селениях крик петуха раньше времени предвещал смерть в семье хозяина. Особенно опасным на верхней Вычегде считался петух, снёсший яйцо, поэтому его следовало с молитвами утопить или сжечь в других районах поселений коми.
С петухом сравнивали коми драчливого человека. «Берестяной петух» — это словосочетание употреблялось, когда говорили о вспыльчивом характере мужчины. Ему нельзя было есть мясо этой птицы. Напротив, людям робким советовали есть его мясо, особенно девушкам.

### Быличка о петухе и волшебной мельнице
У коми-зырян петух являлся владельцем волшебной мельницы, за которой идёт охота. Однажды барыня похищает её.
Петух выходит разыскивать мельницу и по дороге встречает медведя, волка и лису, которых он поглощает.
В конце концов он приходит к барыне, которая сидит меж двух осин (знак колдовских сил); рассердившись его приходу, она приказывает запереть его в хлеву вместе с коровами. Но в хлеву петух выпускает из себя медведя и тот пожирает их.
Петуха пересаживают в конюшню, где он выпускает волка, который расправляется с лошадьми.
Затем его пересаживают в овечий хлев, где ему на помощь из его чрева приходит лиса. Она поедает всех овец.
Тогда измученная его бессмертием барыня решает с большой высоты кинуть петуха в колодец, но и тут его звери-помощники выпивают всю воду.
Наконец петуха засыпают стогом сена и поджигают его. Звери-помощники выпускают всю выпитую воду. Петух одерживает полную победу против злокозненных обстоятельств, и барыня отдаёт ему его мельницу.